# Louis Lumière (téléfilm)
 (mai 2017).
Si vous disposez d'ouvrages ou d'articles de référence ou si vous connaissez des sites web de qualité traitant du thème abordé ici, merci de compléter l'article en donnant les références utiles à sa vérifiabilité et en les liant à la section « Notes et références ».
Pour plus de détails, voir Fiche technique et Distribution.
 Louis Lumière est un téléfilm documentaire réalisé par Éric Rohmer et sorti en 1968.
Jean Renoir, cinéaste et fils du peintre Pierre-Auguste Renoir, et Henri Langlois, fondateur de la Cinémathèque française, dialoguent avec Éric Rohmer et commentent une sélection de films de Louis Lumière comme L'Arrivée d'un train en gare de La Ciotat.
Après chaque film, différents thèmes sont abordés : la technique, la composition de l'image et du cadrage, les premiers travellings (Venise), l'impact documentaire (Wall Street), le prolongement de l'impressionnisme par une comparaison entre la gare Saint-Lazare de Monet et l'entrée en gare du train de la Ciotat... Ces échanges amènent Langlois et Renoir à définir le rôle de l'artiste, à distinguer l'œuvre d'art du documentaire, à définir l'esthétique primitive et la sensation.

## Fiche technique
Sauf indication contraire, les informations mentionnées dans cette section peuvent être confirmées par les bases de données cinématographiques IMDb et Allociné,  présentes dans la section « Liens externes ».
- Réalisation : Éric Rohmer
- Photographie : Jacques Lacourie
- Montage : Muriel Bardot
- Sociétés de production : Institut pédagogique national, Cinémathèque française, Télévision scolaire
- Pays de production :  France
- Langue originale : français
- Format : noir et blanc
- Durée : 66 minutes